# Laotiska inbördeskriget
Laotiska inbördeskriget (1953–1975) var de stridigheter mellan kommunistiska Pathet Lao (inklusive flera nordvietnameser av Lao-ursprung, samt Laos kungliga regering, där både de politiska höger- och vänstersidorna fick stöd genom Kalla kriget. Bland amerikanska United States Central Intelligence Agency Special Activities Division och Hmong-veteraner, kallas kriget för Hemliga kriget.
Kungariket Laos var krigsskådeplats för flera stridigheter under Vietnamkriget. Avtalet från 22 oktober 1953 mellan Frankrike och laos överförde allt franskt inflytande, utan kontroll över militära angelägenheter, till Laos kungliga regering, som saknade representanter från den antikoloniala nationaliströrelsen Lao Issara  — och ledde till att Laos blev en självständig medlem av Franska unionen.
De kommande åren kännetecknades av rivalitet mellan "neutralisterna" ledd av prins Souvanna Phouma, högern ledda av prins Boun Oum från Champassak, och vänstern under Prins Souphanouvong samt blivande premiärministern Kaysone Phomvihane. Flera försök att skapa koalitionsregeringar gjordes, vilket slutligen också hände i Vientiane.
Vid striderna deltog bland andra nordvietnamesiska armén, amerikanska Military Assistance Command, Vietnam, thailändska och sydvietnamesiska armén.
Nordvietnams armé vann 1975, som en del av kommunismens framryckningar i Indokina det året.